# Palais de France
 (avril 2021).
Le Palais de France est un palais du XIXe siècle appartenant à la France et situé dans le quartier de Péra, au centre d'Istanbul en Turquie. Le bâtiment actuel a été construit par l'architecte Pierre-Léonard Laurécisque entre 1839 et 1847 à l'emplacement des anciens palais qui se succédèrent depuis le XVIIe siècle. Il sert désormais de résidence au consulat général de France.

## Historique
Un premier palais, remontant au début du XVIIe siècle fut construit pour François Savary de Brèves. Henry de Gournay en fit réaliser un nouveau. Le bâtiment en bois brûla en 1665 puis 1767, et à chaque fois plus ou moins restauré. La construction d'un nouveau palais est obtenue par François-Emmanuel Guignard de Saint-Priest. Il est achevé en 1777. En raison des guerres de la Révolution française puis de la campagne d'Égypte, l'ambassade de France auprès de la Porte fut fermée. Le bâtiment fut utilisé à partir de 1799 par les Britanniques qui y installèrent leur ambassadeur Lord Elgin. Les ambassadeurs français à partir de 1802 sont installés au Palais de Venise. Le Palais de France est à nouveau détruit par le feu en 1831.
La construction du bâtiment actuel a été obtenue par Albin Roussin dans les années 1830.

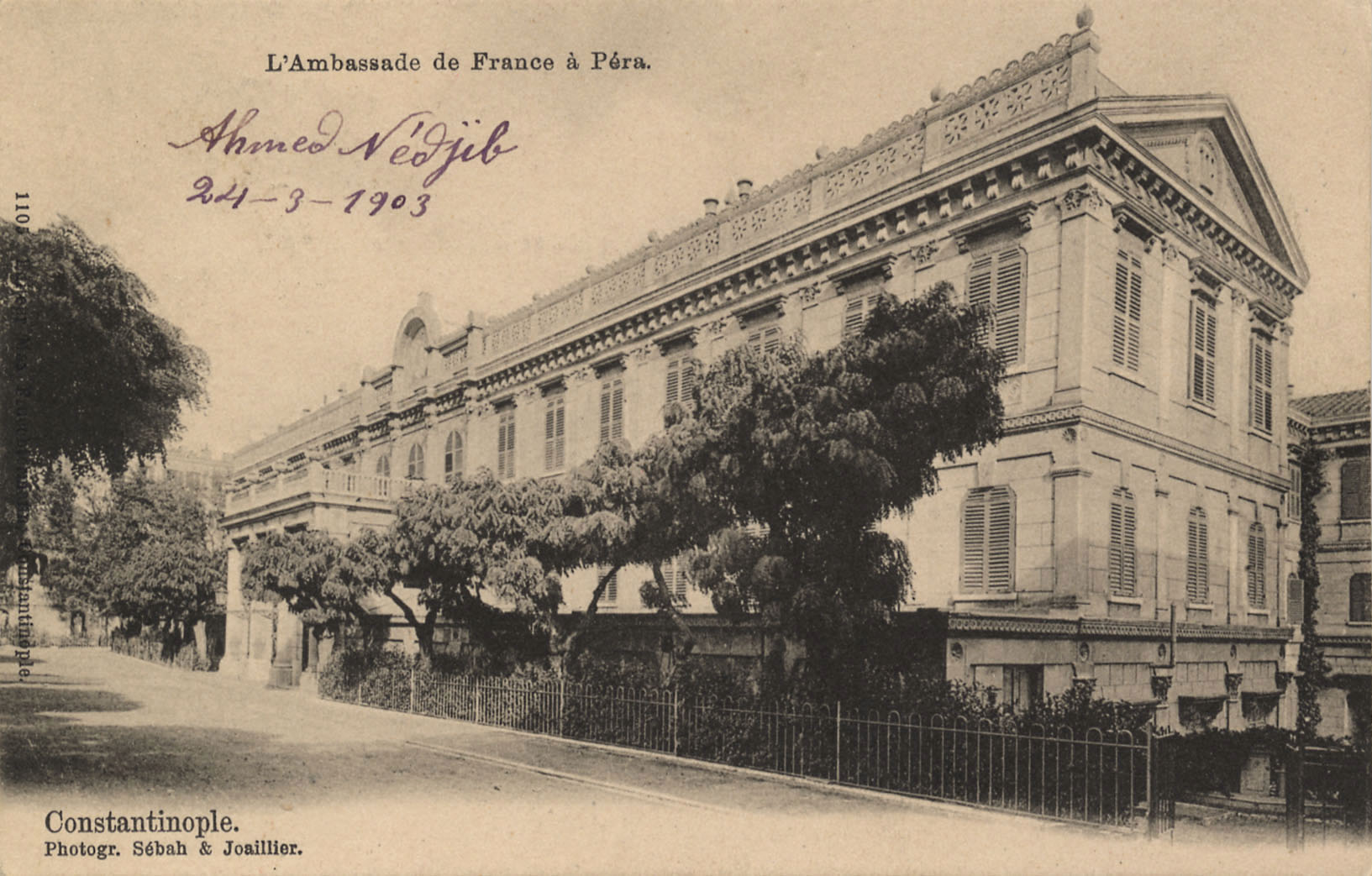
Photographie ancienne.
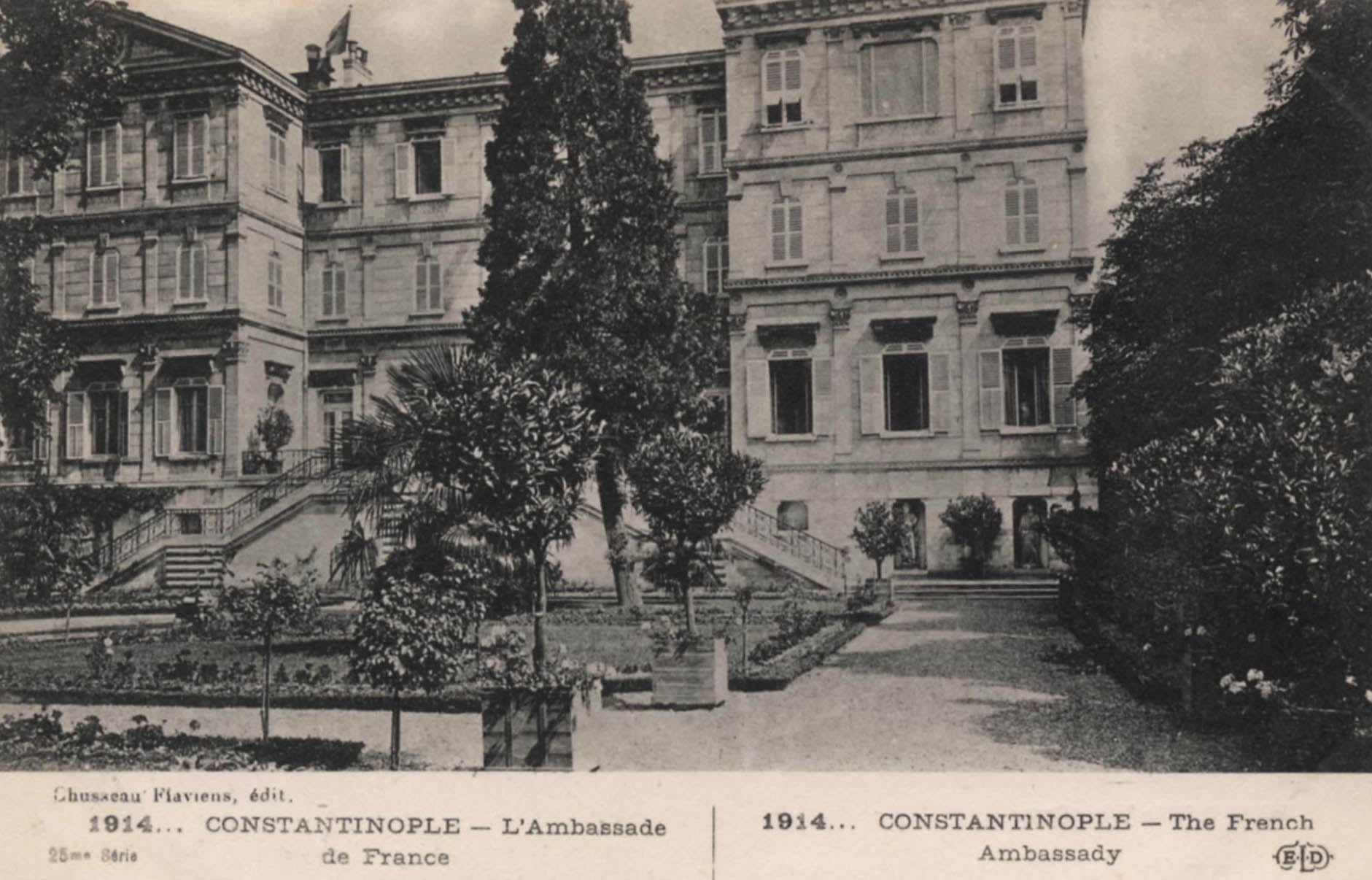
Photographie ancienne.
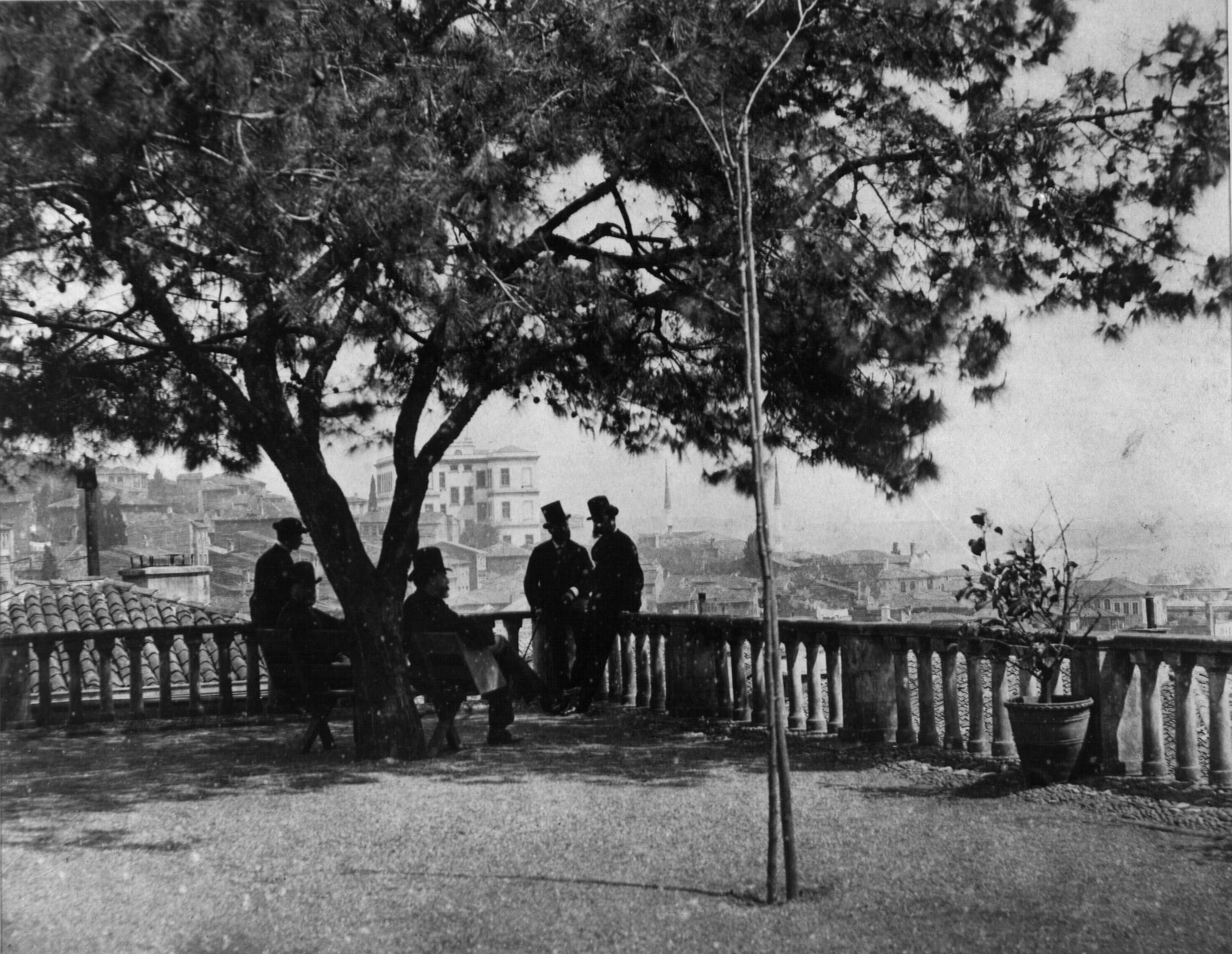
Photographie ancienne.